# Bárdossy Péter
Bárdossy Péter (Budapest, 1969. április 22. –) történész-levéltáros, családtörténeti kutató.

## Származása
Régi, Vas megyei gyökerű nemesi család sarja. A család első említése 1368-ból való.
Ősei között olyan személyek találhatóak, mint például az 1033 körül élt Bokon, továbbá Ákos és Mikó mester a Divék nemzetségből (1230 körül), Ivánka comes (1281 körül), Homodeus a Gutkeled nemzetségből (1242 körül), Ivanch a Hont-Pázmán nemzetségből (1180 körül), Belényes bán a Csanád nemből (1190 körül), a Héder nemzetség alapítója, Héder nádor (1150 körül), Reynold a Rozgon nemzetségből (1221 körül), a Bebek család alapítója Ákos a Máté nemből (1200 körül) vagy a gimesi Forgách család őse, Ivánka fia András, aki 1241-ben, a muhi csata után a menekülő IV. Bélának saját lovát engedte át, valamint Telegdy István, II. Ulászló követe.
Egyik ősanyja Dobó István (1500–1572), az egri hős testvére volt. Ősei között megtalálható Thuróczy János (1435–1489) történetíró. Apai ági ősapja, Bárdossy János (1738–1819), Szepes vármegyei ülnök, gimnáziumi tanár, levéltáros.

## Tanulmányai
1987-ben érettségizett a Vági István Építőipari Szakközépiskola magasépítési szakán, ahol 1990-ben magasépítőipari technikusi oklevelet is szerzett.
1995–2000 között az Oxford Brookes University általános menedzser képző szakán tanult, ahol 1998-ban megszerezte a Certificate in Management Studies oklevelet, majd a felsőfokú Diploma in Management Studiest.
2006–2009 között a Nyugat-magyarországi Egyetemen tanult, ahol történész-levéltárosi végzettséget szerzett. Diplomamunkáját a Bárdossy család történetéről írta, melyet a későbbiekben könyvben is megjelentetett.

## Munkahelyei
1992 és 2002 között műszaki területen dolgozott, többek között a Pannon GSM (Telenor) hálózatfejlesztője, majd a Vivendi (Invitel) üzletfejlesztési igazgatója volt.
2002 óta a HungaRoots Kft. ügyvezetője.

## Genealógiai tevékenysége
1989-ben kezdett foglalkozni saját családja történetének megismerésével. 1999-től kezdődően hobbi szinten, majd 2002-től hivatalosan is megbízásos alapon végez családtörténeti kutatást az egykori Osztrák–Magyar Monarchia területén.
Közreműködésével végezték el az első olyan genetikai és antropológiai vizsgálatot Magyarországon, amely kifejezetten két család közötti esetleges rokoni kapcsolat kiderítésére szolgált.
Számos kutatása között megtalálható prof. dr. Czeizel Endrével, Áder János, Fa Nándor, Geszti Péter, Zsidró Tamás, Ocskay Gábor, Petrovszky Kruppa Judit, Kolczonay Ernő, Madaras József, dr. Borókai Gábor, dr. Hegyi Fatime Barbara, Vass Dóra, Baldaszti Péter, Csányi Sándor, dr. Bárándy Gergely és dr. Bárándy Péter, dr. Szekeres Imre, Lezsák Sándor, Grosics Gyula és Bayer Zsolt családfája is.
Feldolgozta az alábbi települések teljes anyakönyvi anyagát:
- Diósd[6]
- Biatorbágy[7]
- Tatabánya[8]
- Törökbálint[9]

Gyakorta tart genealógiai témájú előadásokat is.
A Magyar Heraldikai és Genealógiai Társaság választmányi tagja, a Magyar Levéltárosok Egyesület, a Magyar Történeti Társulat, a Magyarországi Németek Családfakutató Egyesülete (AkuFF) és az Association of Professional Genealogist (USA) tagja.

## Egyéb társadalmi tevékenysége
- A magyar alapítású Aranysarkantyús Vitézi Lovagrend nagypriorja.[10]
- A portugál alapítású Királyi Szent Teotonio Lovagok Testvéri Társasága priorja[11]
- A Habsburg–Lotaringiai család által alapított Béke Lángja Egyesület (Flame of Peace) szervezet magyarországi képviselője.

## Kitüntetései
- a georgiai királyi ház által alapított Sasrend nagykeresztje (2011)
- Ferenc József-rend lovagkeresztje (2018)

## Művei
- Egy magyar néptanító önéletleírása és élményei – Kárpáti János élete, Heraldika Kiadó, Budapest, 2002 ISBN 963-9204-03-X
- A Bárdossy család története, magánkiadás, 2011 ISBN 978-963-08-1693-9

Társszerzőként dr. Czeizel Endrével:
- Kertész Imre és a sors: mit adtak a magyar zsidó-géniuszok kultúránknak?, Galenus Kiadó, Budapest, 2014 ISBN 978-963-7157-39-4

Közreműködőként:
- Dr. Czeizel Endre: Tudósok, gének, dilemmák – A magyar származású Nodel-díjasok családfaelemzése, Galenus Kiadó, Budapest, 2002 ISBN 0669000207217
- Dr. Czeizel Endre: Tudósok - Gének - Tanulságok - A magyar természettudós géniuszok családfaelemzése, Galenus Kiadó, Budapest, 2006 ISBN 9789637157042
- Dr. Czeizel Endre: Festők, gének, szégyenek - A magyar festőművész-géniuszok családelemzése, Galenus Kiadó, Budapest, 2007 ISBN 9789637157127
- Dr. Czeizel Endre: A magyar festőművész-géniuszok sorsa, Galenus Kiadó, Budapest, 2009 ISBN 0489002141391
- Dr. Czeizel Endre: Matematikusok, gének, rejtélyek, Galenus Kiadó, Budapest, 2011, ISBN 9789637157257
- Dr. Czeizel Endre: A magyar költőgéniuszok sorsa, Galenus Kiadó, Budapest, 2012, ISBN 978 963 7157 30 1
- Dr. Czeizel Endre: Zeneszerzők-Gének-csodák, Galenus Kiadó, Budapest, 2014 ISBN 9789637157370
- Major T., Gindele R., Szabó Z., Alef T., Thiele B., Bora L., Kis Z., Rácz T., Havacs I., Bereczky Z.: Evidence for the founder effect of a novel ACVRL1 splice-site mutation in Hungarian hereditary hemorrhagic telangiectasia families, Clinical Genetics, 2016